# Nina Georgijewna Apuchtina
Nina Georgijewna Apuchtina (russisch Нина Георгиевна Апухтина; * 29. August 1949 in Plast, Oblast Tscheljabinsk; † 9. November 2020 in Tscheljabinsk) war eine sowjetische bzw. russische Kulturologin und Hochschullehrerin.

## Leben
Apuchtina studierte am Tscheljabinsker Staatlichen Pädagogik-Institut in der Naturwissenschaftlich-Geographischen Fakultät mit Abschluss 1971. Darauf unterrichtete sie Chemie und Biologie an der Berufsbildenden Schule Nr. 25 der Stadt Tscheljabinsk.
Ab 1972 war Apuchtina zunächst Assistentin und dann Dozentin am Tscheljabinsker Staatlichen Kultur-Institut (TschGIK). Die Aspirantur absolvierte sie an der Lomonossow-Universität Moskau (MGU), zu deren Abschluss sie 1971 mit Erfolg ihre Dissertation mit einer methodologischen Analyse des Verhältnisses von empirischer und theoretischer Erkenntnis in der modernen Biologie für die Promotion zur Kandidatin der philosophischen Wissenschaften verteidigte. Sie leitete ab 1983 den Lehrstuhl für philosophische Wissenschaften des TschGIK.
Im Mittelpunkt der Forschungs- und Lehrtätigkeit Apuchtinas standen Global Studies. Sie untersuchte globale Probleme der heutigen Zeit, Freudismus in der Gegenwart und das Verhältnis von Wissenschaft und Parawissenschaft. Sie initiierte große Verbundforschungsprojekte zur Philosophie der Menschen im Zusammenhang mit der Kultur. Sie organisierte internationale Konferenzen über Wege zur Kulturbildung der studentischen Jugend, das Problem der menschlichen Spiritualität in der nationalen Philosophie und das philosophische Bewusstsein in der postmarxistischen Zeit. Ihre Doktor-Dissertation über die Ursprünge des global-ökologischen Denkens in Russland verteidigte sie 2000 in Jekaterinburg an der Staatlichen Gorki-Universität des Uralgebiets mit Erfolg für die Promotion zur Doktorin der philosophischen Wissenschaften. Es folgte 2001 die Ernennung zur Professorin. Sie wurde Direktorin des Regionalinstituts für philosophische und kulturologische Studien.

## Ehrungen, Preise
- Verdiente Hochschularbeiterin der Russischen Föderation (2000)[2]